# كينغز أكاديمي
كينغز أكاديمي (بالعربية: أكاديمية الملك) (بالإنجليزية: King's Academy)‏ مدرسة تعليم مختلطة مستقلة للطلاب في الصفوف من 7 إلى 12 في مادبا بالأردن. تم اقتباس الاسم من ملك الأردن عبد الله الثاني بن الحسين الذي سعى إلى تحقيق رؤيته في إنتاج جيل جديد من العقول المستنيرة والإبداعية. حضر الملك عبد الله المدرسة الثانوية في أكاديمية ديرفيلد في الولايات المتحدة حيث لم يكن هناك مدرسة دائمة مماثلة في الأردن عندما كان صبيا ولكن ابنه ولي العهد الأمير الحسين بن عبد الله الثاني تم تسجيله في المدرسة الجديدة في عام 2008. أول مدير للمدرسة الجديدة هو الدكتور إيريك ويدمر الذي كان مدير مدرسة ديرفيلد السابق.
اللغة الأساسية للتدريس في أكاديمية الملك هي اللغة الإنجليزية. يطلب من الطلاب الناطقين بالعربية وغير العرب دراسة اللغة العربية. الأكاديمية عضوة في مجموعة مدارس جي20.

## الموقع والحرم المدرسي
حرم كينغز أكاديمي فريد من نوعه في منطقة الشرق الأوسط. صممه المهندس المعماري المصري الشهير ومدير مدرسة الأمير للفنون التقليدية في لندن خالد عزام الذي شيد الحرم المدرسي والمباني على موقع متكامل يبلغ 575 دونم (144 فدانا) وتضم نحو 33 مبنى رئيسي. يشمل الحرم الصفوف الفنية والفصول الدراسية والمختبرات ومكتبة تضم 50 ألف كتاب والمركز الروحي متعدد الأديان وحديقة ومساكن مدمجة بشقق عائلية لأعضاء هيئة التدريس وقاعة تتسع لسبعمائة شخص.

### المرافق الرياضية
تشمل المرافق الرياضية مسبح نصف أولمبي وكرة المضرب وحمام سباحة واسكواش وكرة اليد وكرة السلة ومرافق رفع الأثقال. هناك أيضا ملعب رياضي في الهواء الطلق الذي يضم حقل كامل الحجم لكرة القدم وملعبين آخرين لكرة القدم ومضمار.

### مركز الملك عبد الله الثاني الروحي
مركز الملك عبد الله الثاني الروحي هو مركز روحي متعدد الأديان متاح للاستخدام لجميع أعضاء المجتمع المدرسي بغض النظر عن تفضيله الديني. يتوفر للاستخدام في جميع الأوقات من قبل الطلاب وأعضاء هيئة التدريس والموظفين والزوار على حد سواء في الحرم المدرسي حيث يحتوي على قاعة داخلية للصلاة وفناء في الهواء الطلق.

### قاعة عبد المجيد شومان
قاعة عبد المجيد شومان تسع لسبعمائة شخص وهي تستضيف الفعاليات المدرسية والمجتمعية بما في ذلك الحفلات الموسيقية وحفلات الطلاب والمسرحيات وعروض الرقص. الطلاب وأعضاء هيئة التدريس يتجمعون هنا للاجتماعات المدرسية الأسبوعية.

### مبنى الشيخ جابر الأحمد الصباح
مبنى صاحب السمو الشيخ جابر الأحمد الصباح يقع على مساحة إجمالية قدرها 2200 متر مربع ويضم مدرسة المرحلة المتوسطة ومكتب لمدير المدرسة ومكتب القبول. تضم المدرسة 10 فصول دراسية ومختبرين علميين مجهزين بالكامل، وجناح الفن وصالة الدراسة وغرفة متعددة الأغراض كبيرة بالإضافة إلى مكتب العميد ومكتب مستشار المدرسة. المبنى يضم أيضا مصعد وسلالم إضافية.

### مكتبة صاحب السمو الشيخ محمد بن راشد آل مكتوم
تم تصميم مكتبة صاحب سمو الشيخ محمد بن راشد آل مكتوم لتستوعب 50 ألف كتاب ومرجع. تم تجهيزها مع إنترنت لاسلكي وقراءة الجداول وأماكن للدراسة بما في ذلك غرفة قراءة دائرية تطل على الحرم الجامعي.

## الجسد الطلابي
تم بناء الحرم المدرسي لكينغز أكاديمي لاستيعاب 600 طالب من ضمنهم حوالي 75 في المئة في البرنامج الداخلي. يمكن للطلاب الاختيار إما أن يكون طالب منتظم لخمسة أيام في الأسبوع ثم العودة إلى ديارهم في عطلة نهاية الأسبوع أو البقاء في المدرسة ضمن البرنامج الداخلي بدوام كامل.
في العام الدراسي 2019-2020 التحق 600 طالب في المدرسة وهم يمثلون 40 بلد في الشرق الأوسط وحول العالم. 46% من هؤلاء الطلاب إناث والباقي ذكور.
تضم المدرسة طلاب من مختلف الخلفيات العرقية والجغرافية والدينية والاقتصادية المتنوعة ويستفيد ما نسبته 50% من الطلبة الملتحقين حالياُ بالمدرسة من برنامج المنح المالية.

## الأقسام الأكاديمية
تستند المناهج الدراسية في المدرسة على برنامج أمريكا للمستوى المتقدم AP وتستند المناهج الدراسية المتوسطة College Board’s QUEST framework for teaching and learning. الطلاب الراغبين في الالتحاق بإحدى الجامعات الأردنية أو الحصول على بعض التراخيص المهنية في الأردن يمكنهم الحصول على شهادة الثانوية العامة المعادلة بدلا من التقدم للامتحان الوطني التوجيهي. اللغة الأساسية للتدريس في كينغز أكاديمي هي اللغة الإنجليزية ولكنها تتطلب دراسة اللغة العربية لجميع الطلاب في جميع السنوات.
الأقسام الأكاديمية في كينغز أكاديمي هي:
- التواصل والبلاغة والفنون الأدبية (دمج اللغتين الإنجليزية والعربية).
- علوم الكمبيوتر.
- الأخلاق والفلسفة والدين.
- الفنون التشكيلية والمسرحية.
- التاريخ والدراسات الاجتماعية.
- الرياضيات.
- العلوم الفيزيائية والحياة.
- لغات العالم.

تم اعتماد كينغز أكاديمي من قبل جمعية نيو إنجلاند للمدارس والكليات ومجلس المدارس الدولية. كينغز أكاديمي عضو مؤسس للأكاديمية العالمية على الإنترنت وعضو في مجموعة مدارس جي 20.

## الأنشطة المصاحبة للمناهج الدراسية
يشارك جميع طلاب كينغز أكاديمي في ثلاثة مرات من ظهيرة كل أسبوع في النشاط الرئيسي المشارك للمناهج الدراسية وبعد ظهر واحد في الأسبوع في النشاط البسيط المشارك في المناهج الدراسية. تشمل هذه الأنشطة خدمة المجتمع والكتاب السنوي والفنون الأدائية والبصرية والرياضة وصحيفة المدرسة ونموذج الأمم المتحدة.

### خدمة المجتمع
يتم تشجيع خدمة المجتمع بقوة. الطلاب المتطوعين للمساعدة في تعليم اللغة الإنجليزية للأطفال والعمل مع اللاجئين والمساعدة في مشاريع التنظيف والعمل مع منظمات الخدمة الاجتماعية غير الربحية حول قضايا الرعاية البيئية والتعليمية والاجتماعية. كل عام يقام معرض خدمة المجتمع لتشجيع الطلاب على المشاركة في برامج خدمة المجتمع خلال أشهر الصيف.

### الأنشطة الرياضية
كينغز أكاديمي لديها تركيز قوي على الأنشطة الرياضية ضمن البرنامج المرافق للمنهاج. تتنافس المدرسة في كل البطولات المحلية والدولية.وتضم هذه الأنشطة ما يلي:
- كرة السلة.
- كرة القدم.
- الكرة الطائرة.
- السباحة.
- العدو الريفي.
- سباقات المضمار والميدان.
- كرة المضرب.

المدرسة تقدم عددا من البرامج الترفيهية حيث يعمل الطلاب على تطوير المهارات بدلا من التنافس ضد مدارس أخرى. تشمل هذه:
- ركوب الخيل.
- اسكواش.
- اللياقة البدنية الترفيهية.
- تمارين أثقال.
- تسلق الصخور.

## برنامج المربع المستدير
في عام 2010 أصبحت كينغز أكاديمي أول مدرسة عربية تحصل على عضوية كاملة في منظمة ساحة الجولة العالمية وهي جمعية تضم أكثر من 100 مدرسة في خمس قارات تسمح للطلاب بالسفر في جميع أنحاء العالم والمشاركة في خدمة المجتمع وبرامج التبادل والمغامرة. منذ أن أصبحت مدرسة ساحة جولة عقدت كينغز أكاديمي ثلاثة مؤتمرات إقليمية واستضافت نحو 600 طالب ووفد كبير من 53 مدرسة في جميع أنحاء العالم خلال المؤتمر الدولي 2014.

## السنة العربية في كينغز أكاديمي
في عام 2011 بدأت كينغز أكاديمي برنامج جديد يسمى السنة العربية في كينغز أكاديمي الذي يقدم لطلاب المدارس الثانوية الأمريكية والدولية سنة واحدة من الدراسة المكثفة بالعربية والانغماس الثقافي والتعلم التجريبي. البرنامج يوفر للطلاب حصتين مكثفتين بالعربية في كل يوم دراسي كجزء من المتطلبات الأكاديمية. بالإضافة إلى ذلك يتمتع الطلاب برحلات استكشافية منتظمة على مستوى الأردن وفي دول المنطقة.

## وصلات خارجية
- موقع كينغز أكاديمي الإنترنتي
- العام العربي في موقع كينغز أكاديمي الإنترنتي
- الملك عبدالله الثاني بن الحسين يضع حجر الأساس لمدرسة كينجز أكاديمي الداخلية - جوردان تايمز، 23 يوليو 2004